# San Agustin (Isabela)
San Agustin (Bayan ng San Agustin) är en kommun i Filippinerna. Kommunen ligger på ön Luzon, och tillhör provinsen Isabela. Folkmängden uppgår till 19 927 invånare.

## Barangayer
San Agustin är indelat i 23 barangayer.
| - Bautista - Calaocan - Dabubu Grande - Dabubu Pequeño - Dappig - Laoag - Mapalad - Masaya Centro (Pob.) - Masaya Norte - Masaya Sur - Nemmatan - Palacian | - Panang - Quimalabasa Norte - Quimalabasa Sur - Rang-ay - Salay - San Antonio - Santo Niño - Santos - Sinaoangan Norte - Sinaoangan Sur - Virgoneza |